# Grigori Barenblat
Grigori Isaákovich Barenblat (en ruso: Григо́рий Исаа́кович Баренблатт; Moscú, Rusia; 10 de julio de 1927- Moscú, 22 de junio de 2018) fue un matemático aplicado y mecánico ruso.

## Formación
Se graduó en 1950 en la Universidad Estatal Lomonósov de Moscú, Departamento de Mecánica y Matemática. Recibió el título de doctor en 1953 en la misma universidad bajo la supervisión de Andréi N. Kolmogórov.

## Carrera e investigación
Recibió el título de Doctor en Ciencias por la Universidad Estatal de Moscú. Fue Profesor Emérito en Residencia en el Departamento de Matemáticas de la Universidad de California, Berkeley y Matemático en el Departamento de Matemáticas del Laboratorio Nacional Lawrence Berkeley. Fue Profesor en la cátedra G. I. Taylor de Mecánica de fluidos en la Universidad de Cambridge de 1992 a 1994 y ha sido Profesor Emérito desde entonces. Sus áreas de investigación son:
1. Mecánica de fractura
2. La teoría de flujos de fluidos y gases en medios porosos
3. La mecánica de sólidos deformables no clásicos
4. Turbulencia
5. Auto-semejanza, ondas no lineales y asintótica intermedia.

## Publicaciones
- Flow, Deformation and Fracture, Cambridge University Press 2014

- Scaling, Cambridge University Press 2003
- Scaling, self-similarity and intermediate asymptotics, Cambridge University Press 1996
- Scaling phenomena in fluid mechanics, Cambridge University Press 1994
- Editor con Gérard Iooss, Daniel D. Joseph Nonlinear dynamics and turbulence, Pitman 1983
- Dimensional analysis, Gordon and Breach 1987
- con V. M. Entov, V. M. Ryzhik Theory of fluid flows through natural rocks, Kluwer 1990
- con Zeldovich, Maxviladze: Mathematische Theorie der Verbrennung und Explosion (en ruso), 1980
- con Lisitzin: Hidrodinámica y Sedimentación (en ruso), 1983

## Premios y honores
- 1975 – Miembro honorífico extranjero, American Academy of Arts and Sciences[5][6]
- 1984 – Miembro extranjero, Danish Center of Applied Mathematics & Mechanics[4]
- 1988 – Miembro extranjero, Sociedad Polaca de Mecánica Teórica y Aplicada[4]
- 1989 – Doctor honoris causa de Tecnología en el Instituto Real de Tecnología, Estocolmo, Suecia[4]
- 1992 – Miembro extranjero, U.S. National Academy of Engineering[6][4]
- 1993 – Fellow, Cambridge Philosophical Society[6][4]
- 1993 – Miembro, Academia Europaea[6][4]
- 1994 – Fellow, Gonville and Caius College, Cambridge; (desde 1999, Honorary Fellow)[4]
- 1995 – Medalla Lagrange, Accademia Nazzionale dei Lincei[4]
- 1995 – Premio y MedallaModesto Panetti[6][4]
- 1996 – Profesor Visitante Miller - University of California Berkeley[2]
- 1997 – Asociado extranjero, U.S. National Academy of Sciences[6][4]
- 1999 – Medalla G. I. Taylor,[6][4] U.S. Society of Engineering Science
- 1999 – Medalla y premio J. C. Maxwell,[6] International Congress for Industrial and Applied Mathematics[4]
- 2000 – Miembro extranjero, Royal Society of London[6][4]
- 2005 – Medalla Timoshenko, American Society of Mechanical Engineers,[6][4][7]